# Borriol
Borriol (en valencien et en castillan) est une commune d'Espagne de la province de Castellón dans la Communauté valencienne. Elle est située dans la comarque de Plana Alta et dans la zone à prédominance linguistique valencienne.

## Géographie

Localisation de Borriol
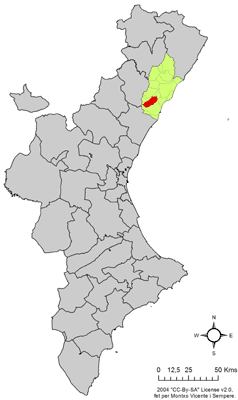
dans la Communauté valencienne.
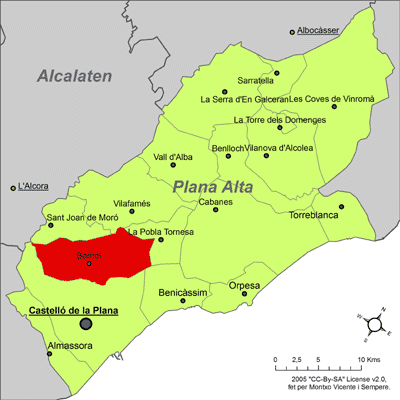
dans la comarque de Plana Alta.

### Localités limitrophes
Sant Joan de Moró, Vilafamés, La Pobla Tornesa, Benicàssim et Castellón de la Plana, toutes de la province de Castellón.

## Patrimoine
- Site préhistorique de la Cova de l'Albaroc (ou cueva de la Joquera)

## Aire protégée
- Parc naturel du Désert de Las Palmas

## Galerie

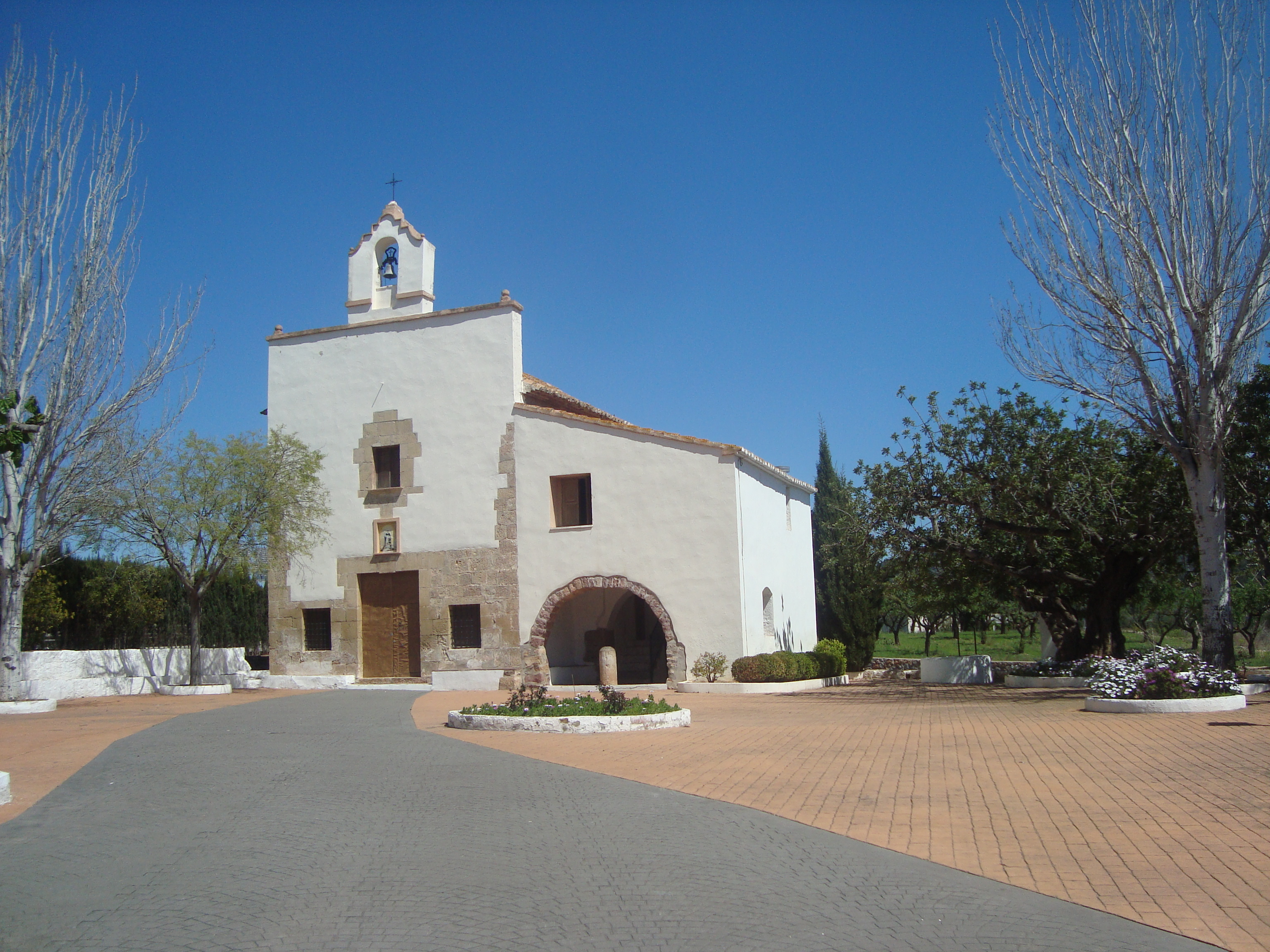
Ermitage de Sant Vicent Ferrer (Borriol, Castellón)
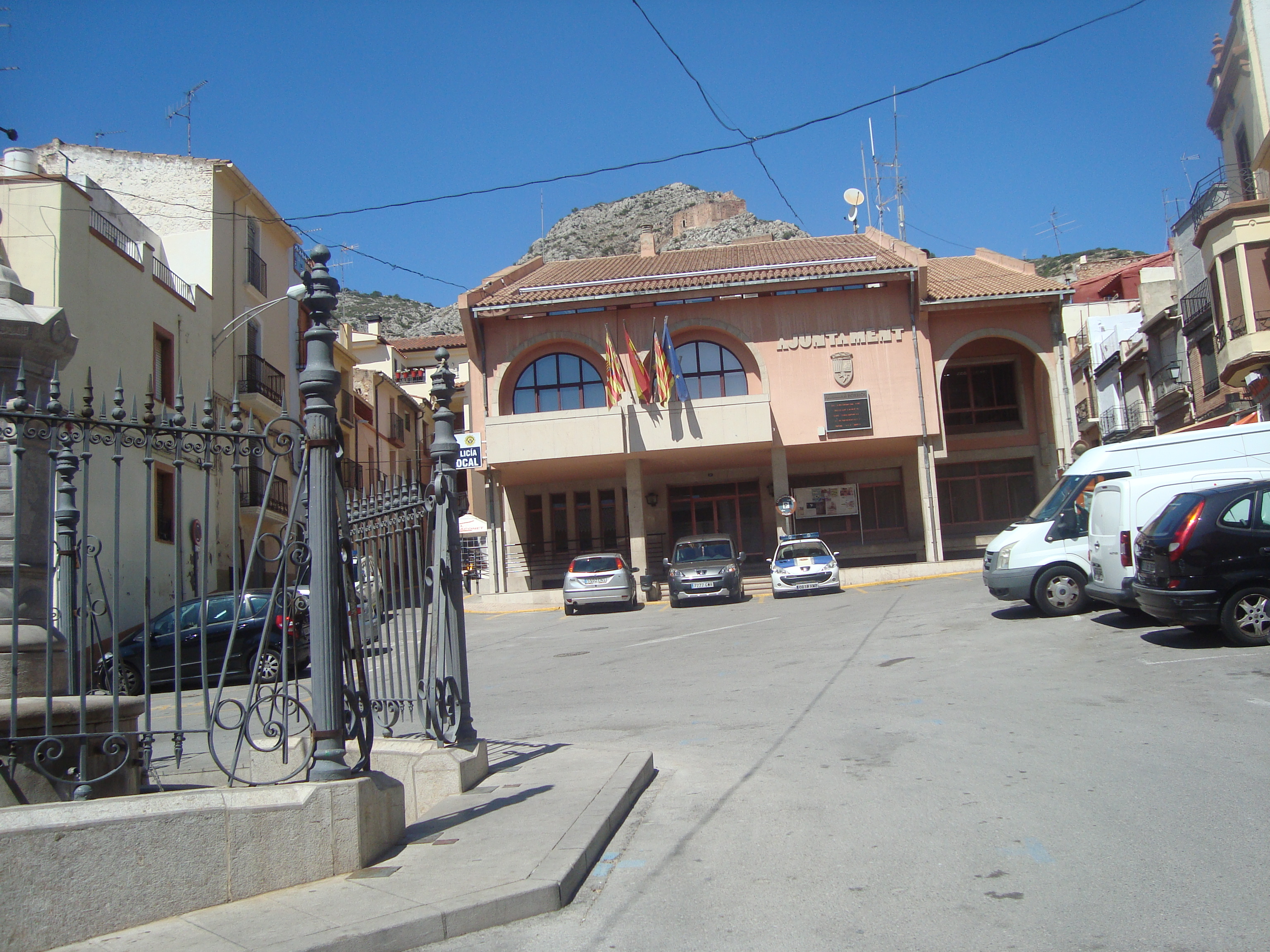
Ayuntamiento de Borriol
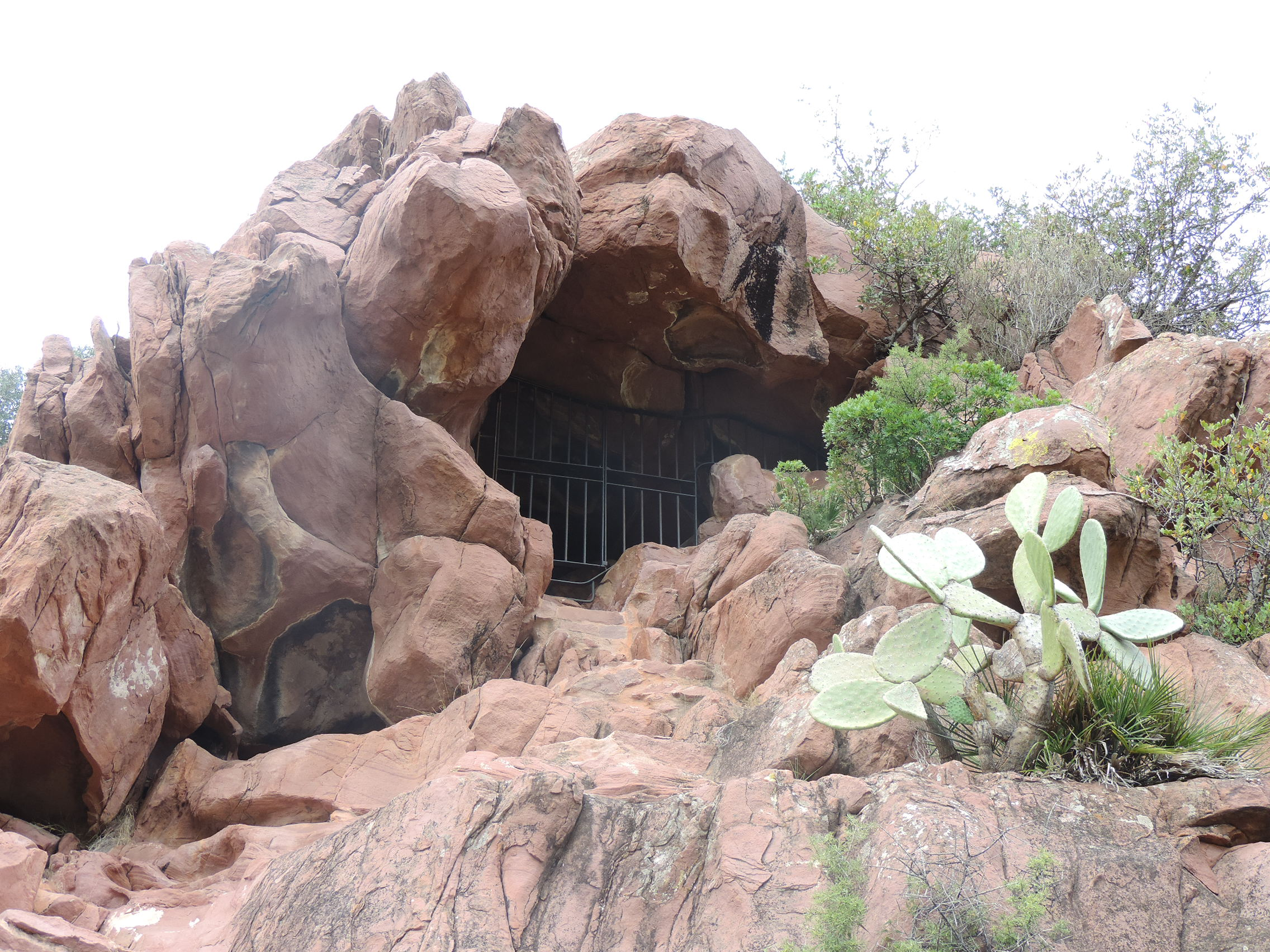
Abri de la Joquera